# Johannes Schiess (Politiker, 1649)
Johannes Schiess (* 2. Dezember 1649 in Herisau; † 9. März 1722 in Herisau; heimatberechtigt in Herisau) war ein Schweizer Gemeindepräsident, Landvogt und langjähriges Mitglied des Kleinen Rats aus dem Kanton Appenzell Ausserrhoden.

## Leben
Johannes Schiess war ein Sohn von Hans Schiess, Besitzer und Wirt des Gasthauses Adler, Gemeindehauptmann sowie Landeszeugherr, und Anna Tanner. Im Jahr 1675 heiratete er Elisabeth Hänzenberger, Tochter von Jost Hänzenberger. Eine zweite Ehe ging er 1687 mit Anna Margaretha Etter, Tochter des Hans Konrad Etter, Landrichter im Thurgau, ein.
Von 1687 bis 1698 war er Gemeindehauptmann von Herisau. Ab 1698 bis 1710 amtierte er als Ausserrhoder Landesseckelmeister und von 1710 bis 1712 als Landesstatthalter. Er wirkte als Landvogt im Rheintal von 1712 bis 1714. Ab 1716 bis 1722 war er Ausserrhoder Landeshauptmann.